# آکادمی نیروی هوایی (کلرادو)
آکادمی نیروی هوایی، کلرادو (به انگلیسی: Air Force Academy, Colorado) یک منطقهٔ مسکونی در ایالات متحده آمریکا است که در کلرادو واقع شده‌است.

## خصوصیات
آکادمی نیروی هوایی ۲۶٫۰ کیلومترمربع مساحت و ۶٬۶۸۰ نفر جمعیت دارد.